# Ángulo inscrito
En geometría, un ángulo inscrito está formado por dos cuerdas y su vértice está sobre la circunferencia. Su valor es la mitad del ángulo central correspondiente.

## Propiedades
Mientras que un ángulo central tiene una amplitud {\displaystyle \beta } igual a la del arco que abarca, la del ángulo inscrito es la mitad de la porción de circunferencia en su interior, {\displaystyle \beta /2}.
Entre otros resultados, esta propiedad permite demostrar que los ángulos opuestos de un cuadrilátero cíclico son suplementarios, y que cuando dos cuerdas {\displaystyle a}, {\displaystyle b} se intersecan en el interior del círculo, el producto de la longitud de sus segmentos es el mismo {\displaystyle a_{1}\cdot a_{2}=b_{1}\cdot b_{2}}.

## Demostración
Para demostrar que la propiedad descrita antes es cierta siempre, demostraremos por separado que lo es cuando una cuerda es el diámetro, cuando el centro del círculo está en el interior del ángulo y cuando el centro del círculo está en el exterior del ángulo. De esta manera quedará demostrado para cualquier caso.  

### Ángulos inscritos donde una cuerda es un diámetro

Una cuerda es el diámetro

Sea {\displaystyle O} el centro de una circunferencia. Además, consideremos {\displaystyle A} y {\displaystyle V} dos puntos en la circunferencia, y {\displaystyle B} el otro extremo de la cuerda que pasa por {\displaystyle V} y {\displaystyle O}. {\displaystyle \beta } es la amplitud del arco comprendido entre las secantes {\displaystyle {\bar {VA}}} y {\displaystyle {\bar {VB}}}, y {\displaystyle \alpha } su ángulo inscrito. 
El ángulo central {\displaystyle \angle AOB}, también tiene amplitud {\displaystyle \beta } y es suplementario de {\displaystyle \angle AOV}. Por lo tanto {\displaystyle \beta +\angle AOV=180}°.
Como el triángulo {\displaystyle \triangle AOV} tiene dos lados con longitud igual al radio ({\displaystyle {\bar {AO}}} y {\displaystyle {\bar {VO}}}), es isósceles y, por lo tanto {\displaystyle \angle OAV=\alpha }. Dado que la suma de los ángulos internos de un triángulo es 180°, tenemos que {\displaystyle 2\alpha +\angle AOV=180}, pero {\displaystyle \angle AOV=180-\beta }, así que {\displaystyle 2\alpha +180-\beta =180}, o lo que es equivalente, {\displaystyle 2\alpha =\beta }.
Por lo tanto, el ángulo inscrito {\displaystyle \alpha } tiene la mitad de la amplitud de la porción de círculo en su interior {\displaystyle \beta }, {\displaystyle \alpha ={\frac {\beta }{2}}}.

### Ángulos inscritos con el centro de la circunferencia en su interior

Centro del círculo dentro del ángulo

Sea {\displaystyle O} el centro de una circunferencia. Consideremos tres puntos {\displaystyle V}, {\displaystyle A} y {\displaystyle B} en la circunferencia. Dibujamos las cuerdas {\displaystyle {\bar {VB}}} y {\displaystyle {\bar {VA}}}. El ángulo {\displaystyle \angle AVB} es un ángulo inscrito. Dibujamos el segmento {\displaystyle {\bar {VO}}} y lo alargamos hasta que interseque la circunferencia en el punto {\displaystyle C}. El ángulo {\displaystyle \angle AVB} subtiende el arco {\displaystyle AB}.
Supongamos que el centro de la circunferencia {\displaystyle O} está dentro del ángulo {\displaystyle \angle AVB}. Por lo tanto el arco {\displaystyle AB} incluye el punto {\displaystyle C}, ya que {\displaystyle C} es el punto diamentralmente opuesto a {\displaystyle V}. Los ángulos {\displaystyle \angle AVC} y {\displaystyle \angle CVB} también son ángulos inscritos, pero cada uno de estos ángulos tiene un lado que pasa por el centro y, por lo tanto, podemos aplicar la conclusión del apartado anterior a ambos.
Entonces,
{\displaystyle \angle AVB=\angle AVC+\angle CVB}
Definimos entonces {\displaystyle \alpha =\angle AVB}, {\displaystyle \alpha _{1}=\angle AVC} y {\displaystyle \alpha _{2}=\angle CVB}, de manera que
{\displaystyle \alpha =\alpha _{1}+\alpha _{2}}.             (1)
Dibujamos los segmentos {\displaystyle {\bar {OA}}} y {\displaystyle {\bar {OB}}}. El ángulo {\displaystyle \angle AOB} es un ángulo central, como también lo son los ángulos {\displaystyle \angle AOC} y {\displaystyle \angle COB}. Entre estos tres ángulos tenemos la relación
{\displaystyle \angle AOB=\angle AOC+\angle COB}
Definimos {\displaystyle \beta =\angle AOB}, {\displaystyle \beta _{1}=\angle AOC} y {\displaystyle \beta _{2}=\angle COB}, de manera que
{\displaystyle \beta =\beta _{1}+\beta _{2}}.              (2)
Por la demostración cuando una cuerda es el diámetro tenemos que {\displaystyle \beta _{1}=2\alpha _{1}} y {\displaystyle \beta _{2}=2\alpha _{2}}. Combinando estos resultados con la ecuación (2) tenemos que
{\displaystyle \beta =2\alpha _{1}+2\alpha _{2}=2(\alpha _{1}+\alpha _{2})}.
Y, por la ecuación (1), obtenemos que
{\displaystyle \beta =2\alpha }
y, por lo tanto,
{\displaystyle \alpha ={\frac {\beta }{2}}}.

### Ángulos inscritos con el centro de la circunferencia en su exterior

Centro del círculo fuera del ángulo

Sea {\displaystyle O} el centro de una circunferencia. Consideremos tres puntos {\displaystyle V}, {\displaystyle A} y {\displaystyle B} en la circunferencia. Dibujamos las cuerdas {\displaystyle {\bar {VB}}} y {\displaystyle {\bar {VA}}}. El ángulo {\displaystyle \angle AVB} es un ángulo inscrito. Dibujamos el segmento {\displaystyle {\bar {VO}}} y lo alargamos hasta que interseque la circunferencia en el punto {\displaystyle C}. El ángulo {\displaystyle \angle AVB} subtiende el arco {\displaystyle AB}.
Supongamos que el centro de la circunferencia {\displaystyle O} está fuera del ángulo {\displaystyle \angle AVB}. Por lo tanto el arco {\displaystyle AB} no incluye el punto {\displaystyle C}, ya que {\displaystyle C} es el punto diamentralmente opuesto a {\displaystyle V}. Los ángulos {\displaystyle \angle AVC} y {\displaystyle \angle CVB} también son ángulos inscritos, pero cada uno de estos ángulos tiene un lado que pasa por el centro y, por lo tanto, podemos aplicar la conclusión del primer apartado a ambos.
Entonces,
{\displaystyle \angle AVB=\angle CVB-\angle AVC}
Definimos entonces {\displaystyle \alpha =\angle AVB}, {\displaystyle \alpha _{1}=\angle CVB} y {\displaystyle \alpha _{2}=\angle AVC} tal que
{\displaystyle \alpha =\alpha _{1}-\alpha _{2}}.             (3)
Dibujamos los segmentos {\displaystyle {\bar {OA}}} y {\displaystyle {\bar {OB}}}. El ángulo {\displaystyle \angle AOB} es un ángulo central, como también lo son los ángulos {\displaystyle \angle AOC} y {\displaystyle \angle COB}. Entre estos tres ángulos tenemos la relación
{\displaystyle \angle AOB=\angle COB-\angle AOC}.
Definimos {\displaystyle \beta =\angle AOB}, {\displaystyle \beta _{1}=\angle COB} y {\displaystyle \beta _{2}=\angle AOC}, de manera que
{\displaystyle \beta =\beta _{1}-\beta _{2}}.              (4)
Por la demostración cuando una cuerda es el diámetro tenemos que {\displaystyle \beta _{1}=2\alpha _{1}} y {\displaystyle \beta _{2}=2\alpha _{2}}. Combinando estos resultados con la ecuación (4) tenemos que
{\displaystyle \beta =2\alpha _{1}-2\alpha _{2}=2(\alpha _{1}-\alpha _{2})}.
Y, por la ecuación (3), obtenemos que
{\displaystyle \beta =2\alpha }
y, por lo tanto,
{\displaystyle \alpha ={\frac {\beta }{2}}}.